# 阿普里约
阿普里约（法語：Apprieu，法語發音：[apʁijø]）是法国伊泽尔省的一个市镇，位于该省中部偏西北，属于拉图尔迪潘区。

## 地理
阿普里约（45°24'1"N, 5°29'28"E）面积15.09 平方千米，位于法国奥弗涅-罗讷-阿尔卑斯大区伊泽尔省，该省份为法国东南部内陆省份，北起顺时针与安省、萨瓦省、上阿尔卑斯省、德龙省、阿尔代什省、卢瓦尔省和罗讷省。
与阿普里约接壤的市镇（或旧市镇、城区）包括：沙拉维讷、希朗斯、科隆布、奥约、里沃、圣布莱斯迪比。

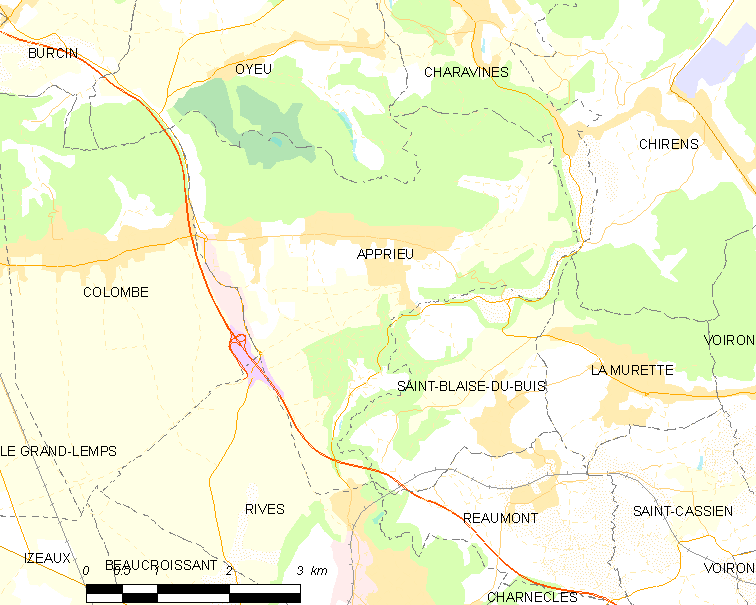
阿普里约的OSM定位图

阿普里约的时区为UTC+01:00、UTC+02:00（夏令时）。

## 行政
阿普里约的邮政编码为38140，INSEE市镇编码为38013。

## 政治
阿普里约所属的省级选区为大朗斯县。

## 人口

1962-2008年间阿普里约人口变化图示

阿普里约于2022年1月1日时的人口数量为3602人。